# Libnotes biprotensa
Libnotes biprotensa är en tvåvingeart som först beskrevs av Alexander 1972.  Libnotes biprotensa ingår i släktet Libnotes och familjen småharkrankar.
Artens utbredningsområde är Palau. Inga underarter finns listade i Catalogue of Life.